# Tour der British Lions nach Australien 1989
| Tour der British Lions nach Australien 1989 | Tour der British Lions nach Australien 1989 | Tour der British Lions nach Australien 1989 | Tour der British Lions nach Australien 1989 | Tour der British Lions nach Australien 1989 |
| Übersicht                                   | S                                           | G                                           | U                                           | N                                           |
| ------------------------------------------- | ------------------------------------------- | ------------------------------------------- | ------------------------------------------- | ------------------------------------------- |
| Test Matches                                | 03                                          | 02                                          | 0                                           | 1                                           |
| Sonstige Spiele                             | 09                                          | 09                                          | 0                                           | 0                                           |
| Gesamt                                      | 12                                          | 11                                          | 0                                           | 1                                           |
|                                             |                                             |                                             |                                             |                                             |
| Australien                                  | 03                                          | 02                                          | 0                                           | 1                                           |

Die Tour der British Lions nach Australien 1989 war eine Rugby-Union-Tour der als British Lions bezeichneten Auswahlmannschaft (heute British and Irish Lions). Sie reiste im Juni und Juli 1989 durch Australien und bestritt während dieser Zeit zwölf Spiele. Es standen drei Test Matches gegen die australische Nationalmannschaft auf dem Programm, wobei die Lions ein Spiel verloren sowie zwei gewannen und somit die Serie für sich entschieden. In den Spielen gegen regionale Auswahlteams blieben sie ungeschlagen.

## Ereignisse
Erstmals seit 1971 reisten die Lions wieder nach Australien und diese Tour war ihre erste seit 1966, die mehr als zwei Spiele in diesem Land umfasste. Überhaupt war diese Lions-Mannschaft erst die zweite nach 1908, die Australien als einziges Ziel hatte, ohne sich zusätzlich nach Neuseeland zu begeben. Die ersten sechs Begegnungen mit regionalen Auswahlteams konnten alle gewonnen, wenn auch zum Teil recht knapp. Im ersten Test Match in Sydney hatten die Lions gegen die starken Wallabies keine Chance und verloren mit 12:30; es handelte sich um die bisher deutlichste Niederlage gegen diese Mannschaft. Nach einer Änderung der Aufstellung durch Trainer Ian McGeechan gelang den Lions eine markante Steigerung. Sie gewannen das zweite Test Match in Brisbane mit 19:12 und setzten sich im dritten Spiel in Sydney knapp mit 19:18 durch. Somit gelang es ihnen erstmals, in einer Test-Match-Serie einen Rückstand wettzumachen und diese für sich zu entscheiden. In den australischen Medien musste sich vor allem Schlussmann David Campese viel Kritik gefallen lassen, da sein Fehlpass in den Endphase des dritten Länderspiels einen erfolgreichen Versuch durch Ieuan Evans ermöglichte. Zum Abschluss der Tour spielten die Lions nach zwei weitere Partien. Alle weiteren Touren, die jener von 1989 folgten, endeten jeweils mit einem Test Match.
Während der Tour wurde vor den Spielen jeweils die britische Nationalhymne God Save the Queen gespielt, die im Sport vor allem mit England in Verbindung gebracht wird. Dies missfiel insbesondere den Spielern aus der Republik Irland, stieß aber auch in Wales und Schottland vereinzelt auf Kritik. Als Folge davon verzichtete man darauf, bei zukünftigen Touren überhaupt eine Hymne spielen zu lassen.

## Spielplan
- Hintergrundfarbe grün = Sieg
- Hintergrundfarbe rot = Niederlage

(Test Matches sind grau unterlegt; Ergebnisse aus der Sicht der Lions)
| #  | Datum         | Gegner                       | Ort        | Stadion                     | Ergebnis |
| -- | ------------- | ---------------------------- | ---------- | --------------------------- | -------- |
| 01 | 10. Juni 1989 | Western Australia            | Perth      | Perry Lakes Stadium         | 44:0     |
| 02 | 14. Juni 1989 | Australian Colts             | Melbourne  | Olympic Park Stadium        | 23:8     |
| 03 | 19. Juni 1989 | Queensland Reds              | Brisbane   | Ballymore Stadium           | 19:15    |
| 04 | 21. Juni 1989 | Queensland B                 | Cairns     | Barlow Park                 | 30:6     |
| 05 | 24. Juni 1989 | New South Wales Waratahs     | Sydney     | North Sydney Oval           | 23:21    |
| 06 | 27. Juni 1989 | New South Wales B            | Dubbo      | Apex Oval                   | 39:19    |
| 07 | 01. Juli 1989 | Australien                   | Sydney     | Sydney Football Stadium     | 12:30    |
| 08 | 04. Juli 1989 | Australian Capital Territory | Queanbeyan | Seiffert Oval               | 41:25    |
| 09 | 08. Juli 1989 | Australien                   | Brisbane   | Ballymore Stadium           | 19:12    |
| 10 | 15. Juli 1989 | Australien                   | Sydney     | Sydney Football Stadium     | 19:18    |
| 11 | 19. Juli 1989 | New South Wales Country      | Newcastle  | International Sports Centre | 72:13    |
| 12 | 23. Juli 1989 | ANZAC XV                     | Brisbane   | Ballymore Stadium           | 19:15    |

## Test Matches
| 1. Juli 1989 15:05 AEST | Australien                                                                                           | 30 : 12        | British Lions                                          | Sydney Football Stadium, Sydney Zuschauer: 39.433 Schiedsrichter: Keith Lawrence (Neuseeland) |
| 1. Juli 1989 15:05 AEST | Versuche: Gourley Maguire Martin Walker Erhöhungen: Lynagh (4) Straftritte: Lynagh Dropgoals: Lynagh | (15:6) Bericht | Straftritte: Chalmers Hastings (2) Dropgoals: Chalmers | Sydney Football Stadium, Sydney Zuschauer: 39.433 Schiedsrichter: Keith Lawrence (Neuseeland) |

Aufstellungen:
- Australien: Bill Campbell, David Campese, Dan Crowley, Steve Cutler, Nick Farr-Jones , Scott Gourley, Tom Lawton, Cameron Lillicrap, Michael Lynagh, Dominic Maguire, Greg Martin, Jeff Miller, Acura Niuqila, Steve Tuynman, Lloyd Walker 
 Auswechselspieler: Mark Hartill, Mark McBain
- Lions: Paul Ackford, Finlay Calder , Craig Chalmers, Ieuan Evans, Mike Hall, Gavin Hastings, Robert Jones, Brian Moore, Brendan Mullin, Bob Norster, Dean Richards, David Sole, Rory Underwood, Derek White, Dai Young

| 8. Juli 1989 15:05 AEST | Australien                                                  | 12 : 19       | British Lions                                                                                      | Ballymore Stadium, Brisbane Zuschauer: 20.525 Schiedsrichter: René Hourquet (Frankreich) |
| 8. Juli 1989 15:05 AEST | Versuche: Martin Erhöhungen: Lynagh Straftritte: Lynagh (2) | (9:6) Bericht | Versuche: Guscott G. Hastings Erhöhungen: Andrew Straftritte: Andrew G. Hastings Dropgoals: Andrew | Ballymore Stadium, Brisbane Zuschauer: 20.525 Schiedsrichter: René Hourquet (Frankreich) |

Aufstellungen:
- Australien: Bill Campbell, David Campese, Dan Crowley, Steve Cutler, Nick Farr-Jones , Scott Gourley, Mark Hartill, Tom Lawton, Michael Lynagh, Dominic Maguire, Greg Martin, Jeff Miller, Steve Tuynman, Lloyd Walker, Ian Williams
- Lions: Paul Ackford, Rob Andrew, Finlay Calder , Wade Dooley, Ieuan Evans, Jeremy Guscott, Gavin Hastings, Scott Hastings, Robert Jones, Brian Moore, Dean Richards, David Sole, Mike Teague, Rory Underwood, Dai Young

| 15. Juli 1989 15:05 AEST | Australien                                                    | 18 : 19       | British Lions                                | Sydney Football Stadium, Sydney Zuschauer: 39.401 Schiedsrichter: René Hourquet (Frankreich) |
| 15. Juli 1989 15:05 AEST | Versuche: Williams Erhöhungen: Lynagh Straftritte: Lynagh (4) | (9:9) Bericht | Versuche: Evans Straftritte: G. Hastings (5) | Sydney Football Stadium, Sydney Zuschauer: 39.401 Schiedsrichter: René Hourquet (Frankreich) |

Aufstellungen:
- Australien: Bill Campbell, David Campese, Dan Crowley, Steve Cutler, Nick Farr-Jones , Scott Gourley, Mark Hartill, Tom Lawton, Michael Lynagh, Dominic Maguire, Greg Martin, Jeff Miller, Steve Tuynman, Lloyd Walker, Ian Williams
- Lions: Paul Ackford, Rob Andrew, Finlay Calder , Wade Dooley, Ieuan Evans, Jeremy Guscott, Gavin Hastings, Scott Hastings, Robert Jones, Brian Moore, Dean Richards, David Sole, Mike Teague, Rory Underwood, Dai Young

## Kader

### Management
- Tourmanager: Clive Rowlands
- Trainer: Ian McGeechan
- Kapitän: Finlay Calder

### Spieler
| Spieler        | Position         | Mannschaft            |
| -------------- | ---------------- | --------------------- |
| Gary Armstrong | Gedrängehalb     | Jed-Forest RFC        |
| Robert Jones   | Gedrängehalb     | Swansea RFC           |
| Rob Andrew     | Verbindungshalb  | Wasps RFC             |
| Craig Chalmers | Verbindungshalb  | Melrose RFC           |
| Paul Dean      | Verbindungshalb  | St Mary’s College RFC |
| John Devereux  | Innendreiviertel | Bridgend RFC          |
| Jeremy Guscott | Innendreiviertel | Bath FC               |
| Mike Hall      | Innendreiviertel | Bridgend RFC          |
| Will Carling   | Innendreiviertel | Harlequins            |
| Ieuan Evans    | Außendreiviertel | Llanelli RFC          |
| Scott Hastings | Außendreiviertel | Watsonian FC          |
| Brendan Mullin | Außendreiviertel | London Irish          |
| Chris Oti      | Außendreiviertel | Wasps RFC             |
| Rory Underwood | Außendreiviertel | Leicester Tigers      |
| Tony Clement   | Schlussmann      | Swansea RFC           |
| Peter Dods     | Schlussmann      | Gala RFC              |
| Gavin Hastings | Schlussmann      | London Scottish FC    |

| Spieler         | Position             | Mannschaft               |
| --------------- | -------------------- | ------------------------ |
| Brian Moore     | Hakler               | Nottingham RFC           |
| Steve Smith     | Hakler               | Ballymena RFC            |
| Gareth Chilcott | Pfeiler              | Bath FC                  |
| Mike Griffiths  | Pfeiler              | Bridgend RFC             |
| David Sole      | Pfeiler              | Edinburgh Academical FC  |
| Dai Young       | Pfeiler              | Cardiff RFC              |
| Paul Ackford    | Zweite-Reihe-Stürmer | Harlequins               |
| Wade Dooley     | Zweite-Reihe-Stürmer | Preston Grasshoppers RFC |
| Donal Lenihan   | Zweite-Reihe-Stürmer | Cork Constitution        |
| Bob Norster     | Zweite-Reihe-Stürmer | Cardiff RFC              |
| Finlay Calder   | Flügelstürmer        | Stewart’s Melville RFC   |
| John Jeffrey    | Flügelstürmer        | Kelso RFC                |
| Andy Robinson   | Flügelstürmer        | Bath FC                  |
| Derek White     | Flügelstürmer        | London Scottish FC       |
| Dean Richards   | Nummer Acht          | Leicester Tigers         |
| Mike Teague     | Nummer Acht          | Gloucester RFC           |